# Barbicornis melanops
Barbicornis melanops är en fjärilsart som beskrevs av Butler 1873. Barbicornis melanops ingår i släktet Barbicornis och familjen Riodinidae. Inga underarter finns listade i Catalogue of Life.